# Dywizja Jazdy (II RP)
Dywizja Jazdy (DJ) – wielka jednostka jazdy Wojska Polskiego.
Dywizja została sformowana pośpiesznie. Wzięła udział w wyprawie kijowskiej i zagonie na Koziatyn.

## Formowanie dywizji
Przy planowaniu wiosennej ofensywy na Ukrainie, w kwietniu 1920 doraźnie dla celów taktycznych zorganizowano Dywizję Jazdy pod dowództwem gen. Jana Romera  w składzie: 4 Brygada Jazdy płk. Sulimirskiego i 5 Brygada Jazdy płk. Romana Pasławskiego. Na dowódcę dywizji wyznaczono dotychczasowego dowódcę 13 DP (mianowany kilka dni wcześniej głównym inspektorem służb) gen. ppor. Jana Romera. Szefem sztabu został oficer Adiutantury Generalnej NW mjr szt. gen. Tadeusz Piskor.

## Walki dywizji
25 kwietnia 1920 nad ranem dywizja przeszła przez most na Słuczy. Pierwszą bitwę stoczył 9 pułk z kawalerią przeciwnika zdobywając Prutówkę. W ciągu dnia pokonano 73 km. Następnego dnia dywizja wyszła na linię toru kolejowego Żytomierz–Berdyczów tocząc walkę z bolszewickim pociągiem pancernym.

### Walki o Koziatyn
Spieszeni szwoleżerowie uderzyli na dworzec kolejowy. Jednocześnie 14, 6 i 1 pułk zdobywały dworzec towarowy i znajdujące się na nim pociągi. Rano 27 kwietnia 1920 kolejowy węzeł koziatyński został opanowany. Zagon na Koziatyn był, obok walk o Malin, Berdyczów i Żytomierz znaczącym wydarzeniem militarnym, które to doprowadziło do ogólnej porażki sił rosyjskich na Ukrainie. Droga na Kijów była otwarta. Za zdobycie miasta dywizja otrzymała pochwałę od Naczelnego Wodza, który specjalnie przybył do miasta by podziękować ułanom. Zdobyto wówczas: 27 dział, 176 karabinów maszynowych, samochód pancerny, 3 samoloty, 120 parowozów, 3000 wagonów z ładunkiem i 45 koni.

### Kolejne boje
1 maja 1920 spod Koziatyna dywizja rozpoczęła marsz przez Różyn, Skwirę i Fursy-Szamrajówkę uderzając na Białą Cerkiew. Tu oddziały dywizji współdziałały z ułanami III Brygady Jazdy działającej z kierunku Chwastowa. Po przejściu przez Białą Cerkiew dywizja, mając w szpicy 9 pułk, maszerowała na Szkarówkę, Trock i Ostrów, zdobywając Rokitno. Podjazdy dotarły aż do Werbówki i Kahorlika. Dywizji wspólnie z 3 BJ szerokim frontem uderzyła na południe. 5 Brygada zajęła Kahorlik wychodząc nad Dniepr. Pod Szubówką pułki 1 i 16 w szarży biorą do niewoli ok. 1000 jeńców i zdobywają 9 dział. 10 maja 1920 podjazd 1 pułku wkracza do Kaniowa. Nieprzyjaciel wycofał się na Roś i Dniepr, gromadząc się w Czerkasach i Cwietkowie.

### W działaniach odwrotowych
14 maja 1920 rozpoczęła się wielka ofensywa rosyjska na froncie północnym. W działaniach dywizji nastąpił przełom. Wobec spodziewanego uderzenia Budionnego, dywizja otrzymała rozkaz cofnięcia się i utworzenia ugrupowania do przeciwuderzenia. Nieprzyjaciel zaczyna przeważać. Szwadrony rozpoczynają działalność rozpoznawczą, szukając styczności z odzyskującym impet bojowy przeciwnikiem. Dywizja przechodzi do odwodu 2 Armii (3 Armia stoi jeszcze na Dnieprze i na przedmościu kijowskim). W tym też czasie odchodzi od dywizji III Brygada. Od 26 maja trwają walki odwrotowe. Dywizja opuszcza Rokitno nie dopuszczając do przerwania ugrupowań własnych. Meldunki lotnicze doniosły o ruchu 12-tysięcznej grupy kawalerii przeciwnika. 27 i 28 maja dywizja cofa się poza linię piechoty. 29 maja dochodzi do kawaleryjskich walk w okolicy Bereznej i Wołodarki. Dążąc do zamknięcia luki między Skwirą a Białą Cerkwią, dywizja stoczyła ponowną bitwę pod Rohoźną odbijając miejscowość i zdobywając ponownie Hajworono i Pietraszówkę. W bitwie tej, rozegranej przy dużym udziale artylerii, sztab gen. Karnickiego stał na wzgórzu 213. Na wzgórzu 206 widać było sztab dywizji nieprzyjacielskiej. Rosjan ścigano w kierunku na Rude Sioło i Pohreby, gdzie należało opanować przeprawę na Rosi. Meldunek lotnika doniósł jednak o przerwaniu polskiego frontu pod Bystrzykiem. Dywizja musiała przerwać natarcie i wycofać się pod Nowochwastów. Rosjanie natychmiast ruszyli do przeciwnatarcia atakując z Rubczanki i Rudego Sioła przeprawiającą się dywizję. Wywiązała się jedna z większych bitew kawaleryjskich tej wojny. W jej wyniku dywizja została odepchnięta przez sowieckie 4 i 14 dywizje ku północy, nie mogąc wypełnić zadania w Nowochwastowie.
19 czerwca dywizja wycofała się za Słucz w rejon Rohaczowa. W związku z tym, że mosty były zniszczone przez saperów 3 Dywizji Piechoty Legionów i I Brygadę Piechoty (rez.), rzekę pokonano wpław, a amunicję przeniesiono po kładkach zbudowanych  na filarach spalonego mostu. Tabory dywizji przeszły drogą okrężną przez Baranówkę.
W tym czasie na Zwiahel maszerowała sowiecka 6 Dywizja Kawalerii.
20 czerwca 14 pułk ułanów i 2 pułk szwoleżerów otrzymały zadanie wsparcia działań 3 Dywizji Piechoty Legionów broniącej frontu nad Słuczą. Zdecydowano się wykonać wypad przed przedni skraj obrony, w kierunku na Kropiwną. Tam spotkano awangardy 1 Armii Konnej. Uderzono na nie od czoła, a dwa szwadrony 2 pułku szwoleżerów, pod wspólnym dowództwem por. Wincentego Karskiego, obeszły stanowiska nieprzyjaciela od północy.
Polscy szwoleżerowie rozproszyli sowieckie ubezpieczenia. Wzięto jeńców, zdobyto kilka ciężkich karabinów  maszynowych i cztery porzucone działa.
28 czerwca polska Dywizja Jazdy gen. Jana Sawickiego weszła w ugrupowanie 3 Dywizji Piechoty Legionów i stanęła w Kilikijowie.
4 Brygada Jazdy płk Konstantego Plisowskiego miała uderzyć od południa, zaś 3 Brygada Jazdy  obsadzić szosę Korzec - Zwiahel. Nim jednostki polskie przygotowały się do ataku, na 8 pułk ułanów mjr. Henryka Brzezowskiego stacjonujący w Pieczywodach i dywizjon 1 pułku ułanów stacjonujący w Kutkach uderzyła jazda Budionnego. Na Kutki maszerował bez ubezpieczeń sowiecki 63 pułk kawalerii. Dowódca polskiego dywizjonu wpuścił Kozaków do miejscowości i wtedy uderzył. Krótka walka zakończyła się rozproszeniem zaskoczonego pułku.
Jednak w stronę Kilikijowa ciągnęły też pułki 6 Dywizji Kawalerii. Dywizjon 1 pułku ułanów z pościgu musiał przejść do działań opóźniających. Prowadziły je 2 i 3 szwadron. Ogniem ckm-ów szwadrony broniły przeprawy przez Korczyk, a już w samym Kilikijowie 2 szwadron wykonał szarżę, odrzucając z wioski nacierających Kozaków. Przy wykonywaniu szarży dostał się do niewoli polski ułan wożący znaczek szwadronu. Kolejna szarża ułanów odbiła ułana wraz ze znakiem.
W tym czasie na prawo od 1 pułku ułanów walkę prowadził 8 pułk ułanów. W pewnym momencie został on odcięty od sił głównych 4 Brygady Jazdy i musiał przebijać się przez pierścień okrążenia. Pozostałe pułki 4 BJ toczyły zaciętą walkę między Trościańcem a Muchorowem z próbującymi otoczyć ją brygadami sowieckiej 11 Dywizji Kawalerii.

## Organizacja dywizji wiosną 1920
- Dowództwo dywizji
- 4 Brygada Jazdy
  - 8 pułk ułanów
  - 9 pułk Ułanów Małopolskich
  - 14 pułk Ułanów Jazłowieckich
- 5 Brygada Jazdy
  - 1 pułk Ułanów Krechowieckich
  - 16 pułk Ułanów Wielkopolskich
  - 2 pułk Szwoleżerów Rokitniańskich
- 4 dywizjon artylerii konnej

Dywizja w chwili wejścia do walki liczyła ok. 3 tys. szabel oraz posiadała 65 karabinów maszynowych i 16 dział.

## Dowódcy dywizji
- gen. ppor. Jan Romer
- gen. ppor. Aleksander Karnicki (od V 1920)
- gen. ppor. Jan Sawicki (od 10 VI 1920)